# Gabriela Michetti
Marta Gabriela Michetti Illia (ur. 28 maja 1965 w Laprida) – argentyńska polityk, w latach 2007-2009 zastępca burmistrza Buenos Aires, w latach 2009-2013 członkini Izby Deputowanych, w latach 2013-2016 senator. Wiceprezydent Argentyny w latach 2015–2019.

## Kariera polityczna
Działalność w służbie publicznej rozpoczęła w 1989 we władzach prowincji Buenos Aires. Rok później została doradcą w argentyńskim Ministerstwie Gospodarki i Finansów Publicznych. W 2003 Michetti przystąpiła do partii Zobowiązanie do Zmiany założonej przez Mauricio Macriego. W latach 2004–2006 polityk budowała swoją pozycję w argentyńskich mediach poprzez krytykę reakcji władz miasta Buenos Aires w obliczu pożaru w klubie República Cromañón z 30 grudnia 2004, w wyniku którego zginęły 194 osoby. Klub miał licencję na prowadzenie imprez masowych pomimo braku podstawowych zabezpieczeń przeciwpożarowych. W konsekwencji ujawnionych w toku postępowania nieprawidłowości w działaniu władz miasta, ówczesny burmistrz Aníbal Ibarra został złożony z urzędu w marcu 2006.
W wyborach na burmistrza Buenos Aires w 2007 startowała jako współkandydat wspólnie z Mauricio Macrim. W wyborach para zdobyła 61% głosów, pokonując kandydatów partii Front na rzecz Zwycięstwa, Daniela Filmusa i Carlosa Hellera. 
20 kwietnia 2009 Michetti zrezygnowała z urzędu wiceburmistrza Buenos Aires, by wystartować w odbywających się w tym roku wyborach parlamentarnych. Startując z pierwszego miejsca listy w okręgu stołecznym, Michetti uzyskała mandat deputowanej. W 2013 Michetti została wybrana na senatora w okręgu Buenos Aires.

### Wiceprezydent Argentyny

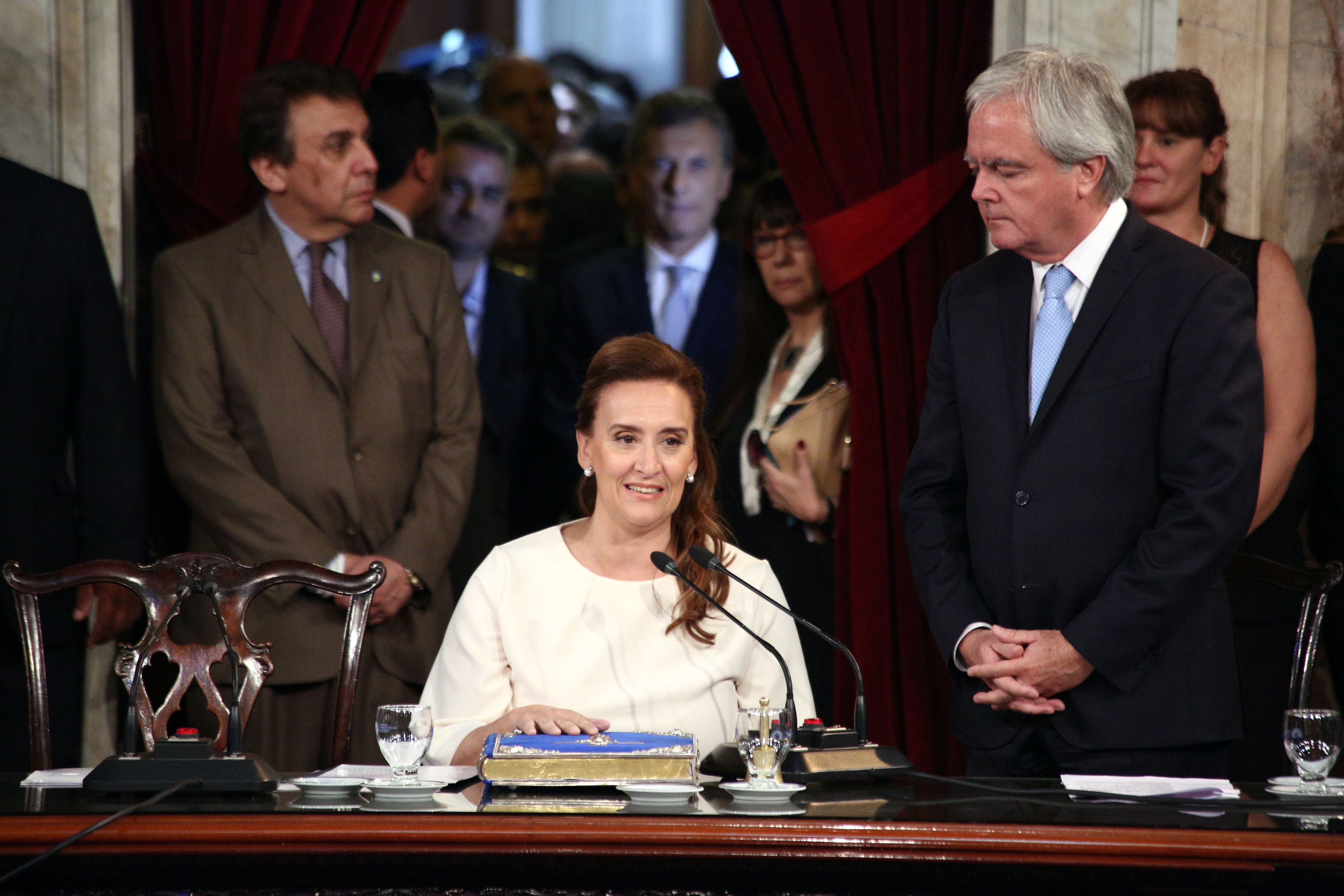
Gabriela Michetti podczas zaprzysiężenia na urząd wiceprezydenta Argentyny, 10 grudnia 2015

Michetti odrzuciła początkowo propozycję startowania na stanowisko wiceprezydenta Argentyny wspólnie z Mauricio Macrim w wyborach prezydenckich w 2015, by skupić się na wyborach na burmistrza Buenos Aires. Przegrawszy jednak partyjne prawybory z Horacio Rodríguezem Larretą, Michetti zdecydowała się na start w wyborach prezydenckich jako współkandydatka Macriego. W wyborach z 22 listopada 2015 Macri, startujący w barwach koalicji Cambiemos, której PRO jest członkiem, zdobył 51,34% głosów, pokonując gubernatora prowincji Buenos Aires, Daniela Scioli. Michetti objęła urząd wiceprezydenta 10 grudnia 2015 i sparowała go do 10 grudnia 2019.

## Życie prywatne
Od 1994 porusza się na wózku inwalidzkim